# 34651 Edamadaka
34651 Edamadaka este o planetă minoră (asteroid), cu un diametru de 3,892 km, din centura de asteroizi. A fost descoperită pe 20 noiembrie 2000 la Experimental Test Site⁠(d) de Lincoln Near-Earth Asteroid Research. 
Obiectul prezintă o orbită caracterizată de o semiaxă mare de 2,7632336 UAi, o excentricitate de 0,07, o înclinație de 3,52465 ° în raport cu ecliptica.